# Margret Rey
Margret Elizabeth Rey (née Margarete Elisabeth Waldstein le 16 mai 1906 et décédée le 21 décembre 1996) était une écrivaine et illustratrice américaine d'origine allemande, surtout connue pour la série d'album illustré pour enfants Curious George qu'elle et son mari H. A. Rey (en) ont créés à partir de 1939 jusqu'en 1966.

## Vie
Margarete Elisabeth Waldstein est née le 16 mai 1906 à Hambourg, dans l'Empire allemand, fille de Gertrude Rosenfeld et de Felix Waldstein (en),,. Son père était membre du Reichtag. Waldstein a étudié l'art au Bauhaus de Dessau, à l'académie des beaux-arts de Düsseldorf et à l'université de Munich entre 1926 et 1928 et a ensuite travaillé dans la publicité. En 1935, elle quitte l'Allemagne pour Rio de Janeiro, au Brésil, pour échapper au nazisme. Au Brésil, Waldstein a rencontré Hans Reyersbach, un vendeur et un autre juif allemand de Hambourg, qui avait été un ami de la famille. Ils se sont mariés en 1935 et ont déménagé à Paris, en France, l'année suivante.
À Paris, les dessins d'animaux de Hans ont attiré l'attention d'un éditeur français, qui lui a demandé d'écrire un livre pour enfants. Le résultat, Rafi et les 9 singes (en), est peu connu aujourd'hui, mais l'un de ses personnages, un singe adorablement espiègle nommé Curious George, connut un tel succès que le couple envisagea d'écrire un livre rien que sur lui. Leur travail fut interrompu avec le déclenchement de la Seconde Guerre mondiale. En tant que Juifs, les Rey décidèrent de fuir Paris avant que les nazis ne s'emparent de la ville. Hans a construit deux vélos et ils ont fui Paris quelques heures seulement avant la chute de la ville. Parmi les maigres biens qu'ils ont emportés avec eux se trouvait le manuscrit illustré de Curious George.
L'odyssée des Rey les a amenés à la frontière franco-espagnole pour entrer en Espagne, où ils ont acheté des billets de train pour Lisbonne, au Portugal. De là, ils sont retournés au Brésil, où ils s'étaient rencontrés cinq ans plus tôt, mais cette fois ils ont continué à New York, aux États-Unis. Les livres ont été publiés par Houghton Mifflin Harcourt en 1941, bien que certains changements aient dû être introduits en raison de la technologie de l'époque. Hans et Margret avaient initialement prévu d'utiliser des aquarelles pour illustrer les livres, mais comme ils étaient responsables de la séparation des couleurs, il les a remplacées par des images de type dessin animé qui continuent de figurer dans chacun des livres. Une édition collector avec les aquarelles originales a été publiée en 1998.
Curious George connut un succès instantané et les Rey furent chargés d'écrire d'autres aventures du singe espiègle et de son ami, l'homme au chapeau jaune. Ils ont écrit sept histoires en tout, Hans réalisant principalement les illustrations et Margret travaillant principalement sur les histoires, bien qu'ils aient tous deux admis partager le travail et coopérer pleinement à chaque étape du développement. Cependant, le nom de Margret a été initialement laissé de côté sur la couverture, apparemment parce qu'il y avait une surabondance de femmes qui écrivaient déjà des fictions pour enfants[réf. nécessaire]. Dans les éditions ultérieures, cela a été corrigé et Margret reçoit désormais tout le crédit pour son rôle dans le développement des histoires.
Margret et son mari ont déménagé à Cambridge, au Massachusetts, en 1963, dans une maison proche d'Harvard Square. Après la mort de son mari en 1977, Margret a continué à écrire et en 1979, elle est devenue professeur d'écriture créative à l'université Brandeis à Waltham, dans le Massachusetts. À partir de 1980, Margaret a collaboré avec Alan Shalleck (en) sur une série de courts métrages mettant en vedette Curious George et sur plus de deux douzaines de livres supplémentaires.
En 1989, Rey a créé la Curious George Foundation pour aider les enfants créatifs et prévenir la cruauté envers les animaux. En 1996, elle a fait des dons importants à la Bibliothèque publique de Boston et au Beth Israel Deaconess Medical Center. Rey était également un partisan de longue date de la Longy School of Music of Bard College (en).
Rey est décédé d'une crise cardiaque le 21 décembre 1996 à Cambridge, dans le Massachusetts.

## Documents collectés
La collection de littérature pour enfants de Grummond à Hattiesburg, Mississippi, contient plus de 300 boîtes de papiers Rey datés de 1973 à 2002.
Le Dr Lena Y. de Grummond, professeur dans le domaine de la bibliothéconomie à l'université du Sud du Mississippi, a contacté les Rey en 1966 au sujet de la nouvelle collection de littérature pour enfants de l'université du Sud du Mississippi. H. A. et Margret ont alors fait don de deux croquis. À la mort de Margret Rey en 1996, son testament précisait que l'ensemble du patrimoine littéraire des Rey serait reversé à la collection de Grummond[réf. nécessaire].